# Pirosfejű kutyatejcincér
A pirosfejű kutyatejcincér (Oberea erythrocephala) a cincérfélék családjába tartozó, Eurázsiában és Észak-Amerikában honos, kutyatejfajokon élő bogárfaj. 

## Megjelenése
A pirosfejű kutyatejcincér testhossza 6-15 mm. Testalkata karcsú, megnyúlt. Az előtor nagyjából négyzetes, oldalai kissé domborúak. A szárnyfedők oldalvonalai szinte végig közel párhuzamosak, a váll után enyhén homorúak. Alapszíne fekete, az előtor lehet fekete, a peremek kivételével vörös, vagy fekete egy változó méretű középső vörös folttal. Feje teljesen vörös, csak a csápdudorok (és a csápok) feketék. Lábai sárgák, potroha fekete, de a potrohvég és az oldalai sárgák. A szárnyfedőket sűrű fehéresszürke szőrök fedik, az előtoron és a szárnyfedők tövén elálló, hosszú szőrök láthatók. A szárnyfedők belső fele szabályosan, erőteljesebben rovátkásan pontozott. 

## Elterjedése és életmódja
Eurázsiában őshonos az Ibériai-félszigettől Kis-Ázsiáig, a Kaukázusig és Délnyugat-Szibériáig. Észak-Amerikába betelepítették a gyomként terjedő kutyatejfajok ellen. Magyarországon országszerte előforduló, gyakori faj.
Melegkedvelő; réteken, legelőkön, sztyeppeken, tisztásokon, gyomtársulásokban fordul elő. Lárvája különféle kutyatejfajokban (főleg a farkas kutyatejben) él. A nőstény egy petét helyez el a szárban rágott nyílásba (összesen 20-60 petét rak). A 7-10 nap múlva kikelő lárva öt fejlődési szakaszon megy át mielőtt bebábozódik. Kezdetben a szárban rág, majd idővel egyre lejjebb halad, végül eléri a gyökér felső szakaszát. Egy telelés után májusban itt bábozódik be. Kártétele általában a szár pusztulásával és a gyökerek megrágása miatt a növény életképességének csökkenésével jár. Az imágó májustól júliusig rajzik. Kikelése után kb. 14 nappal lesz ivarérett, 21-56 napig él. Főleg a tápnövényein tartózkodik. 

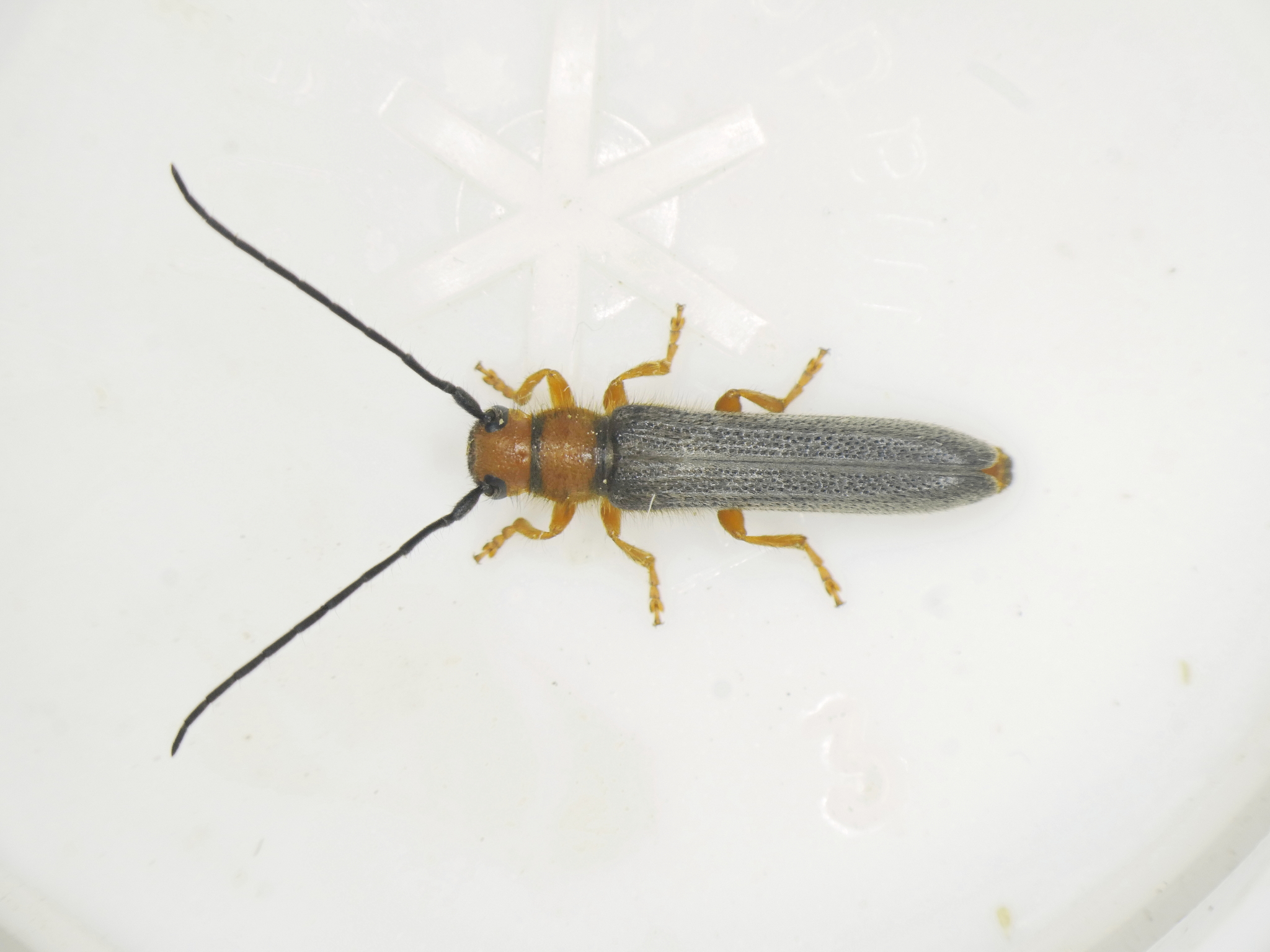
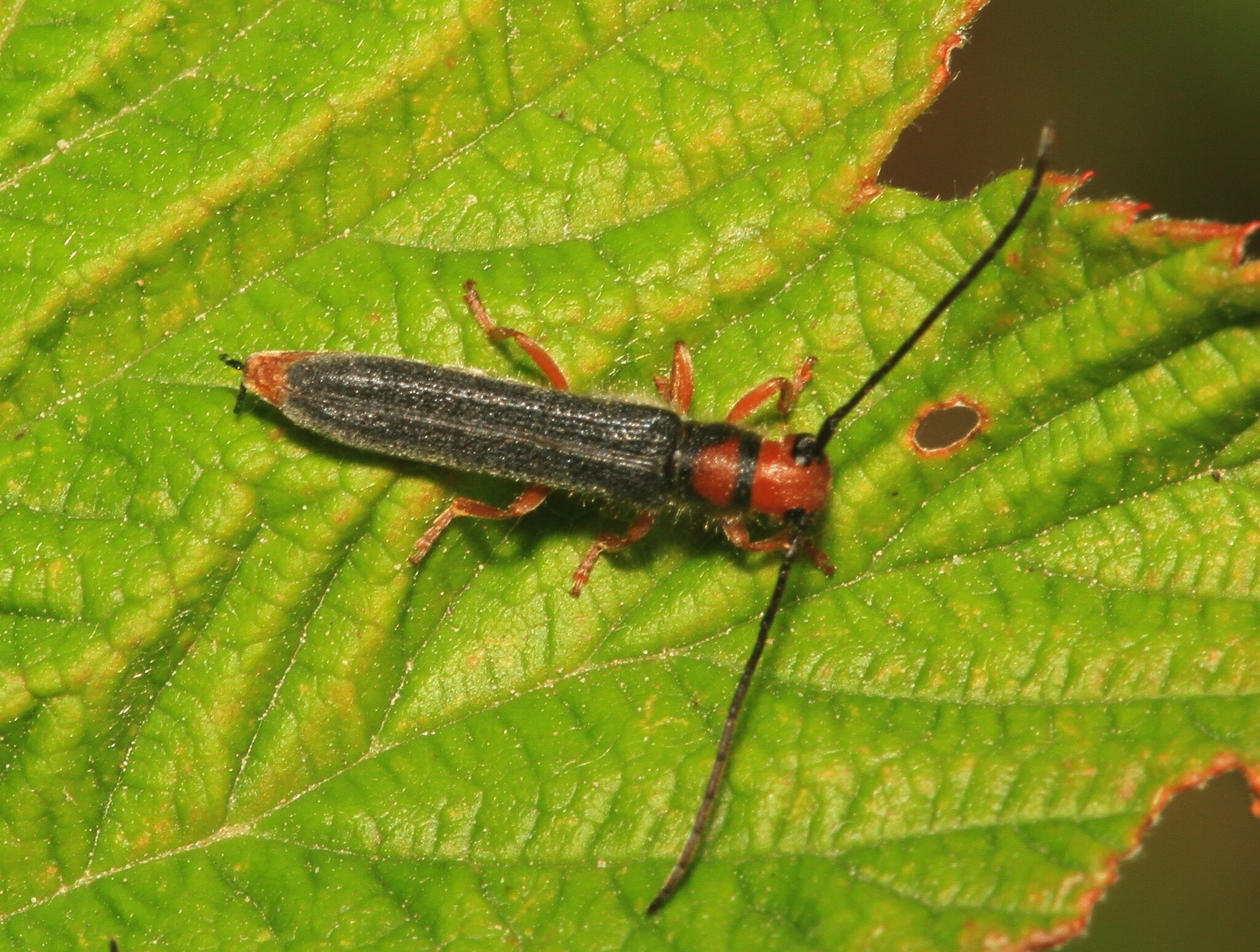
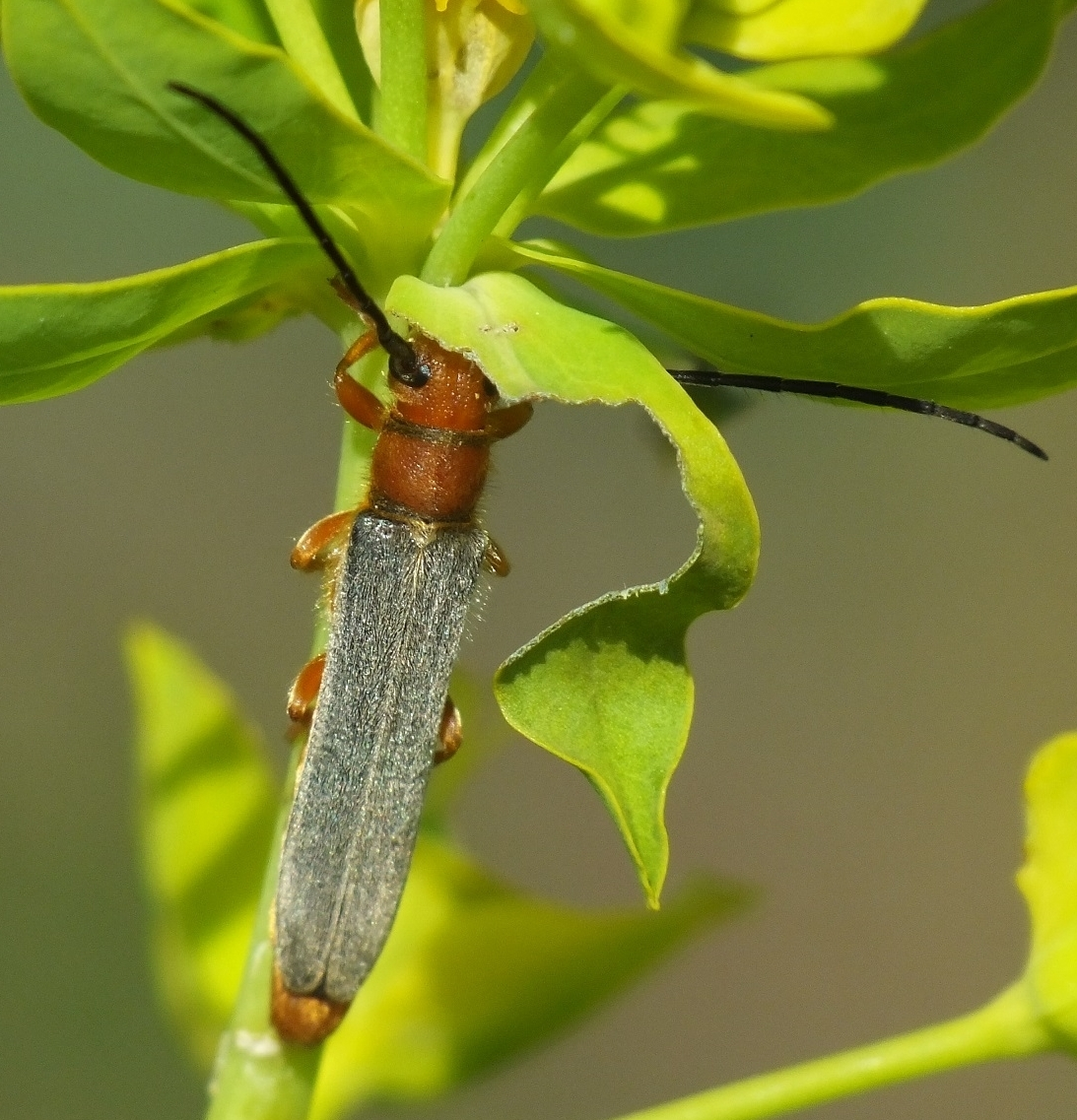
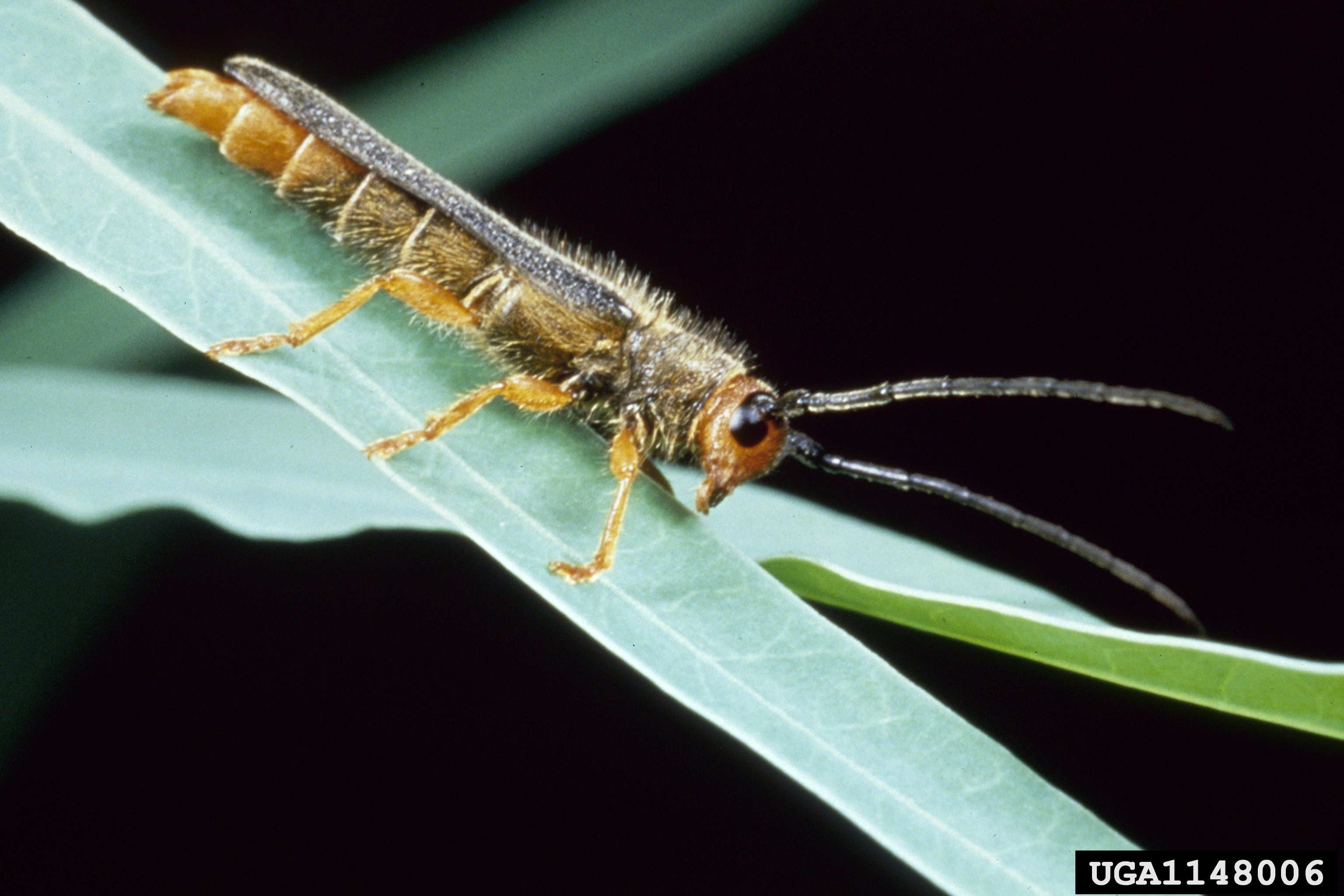
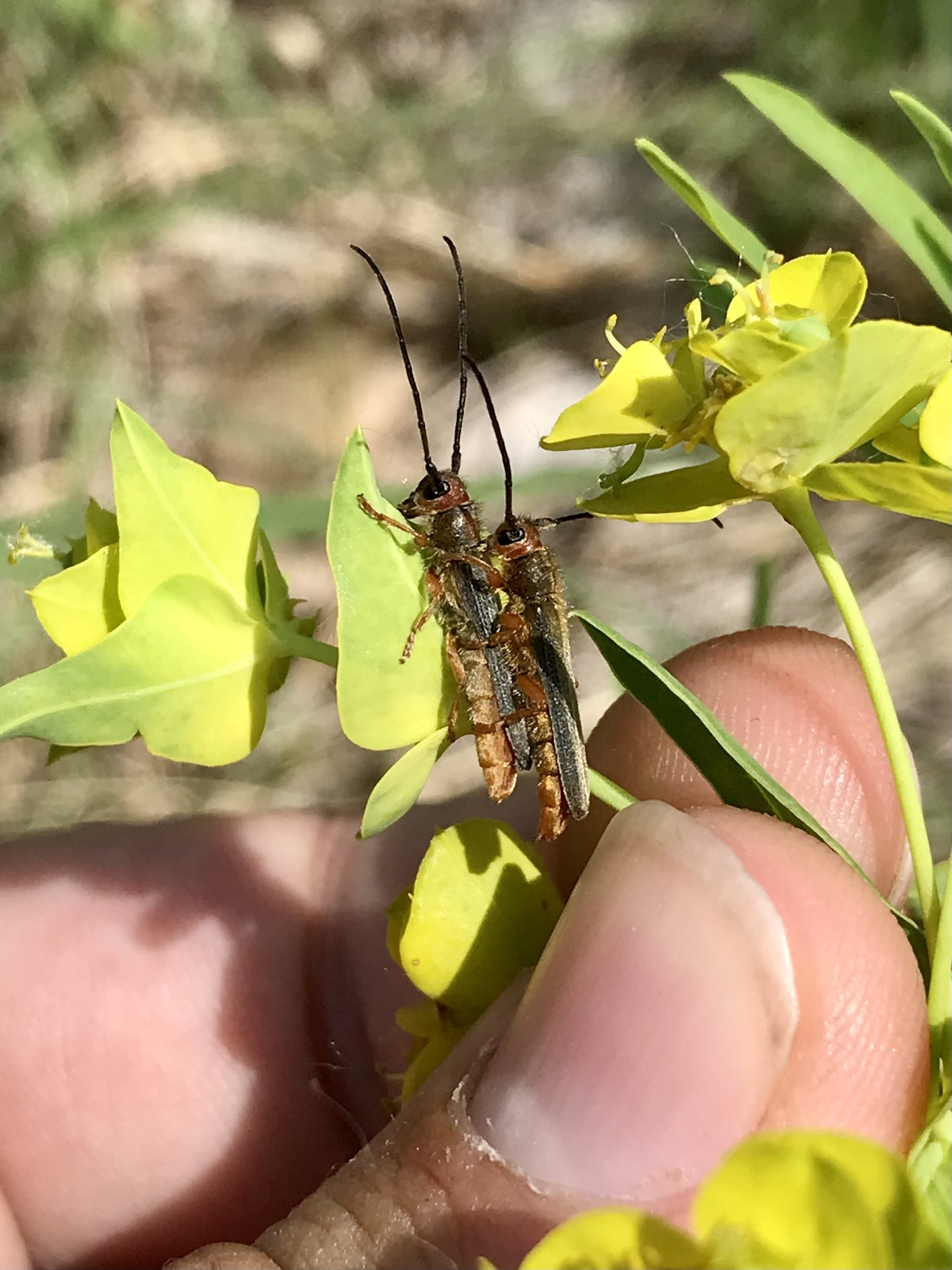

Magyarországon nem védett.